# Sylvia cantillans

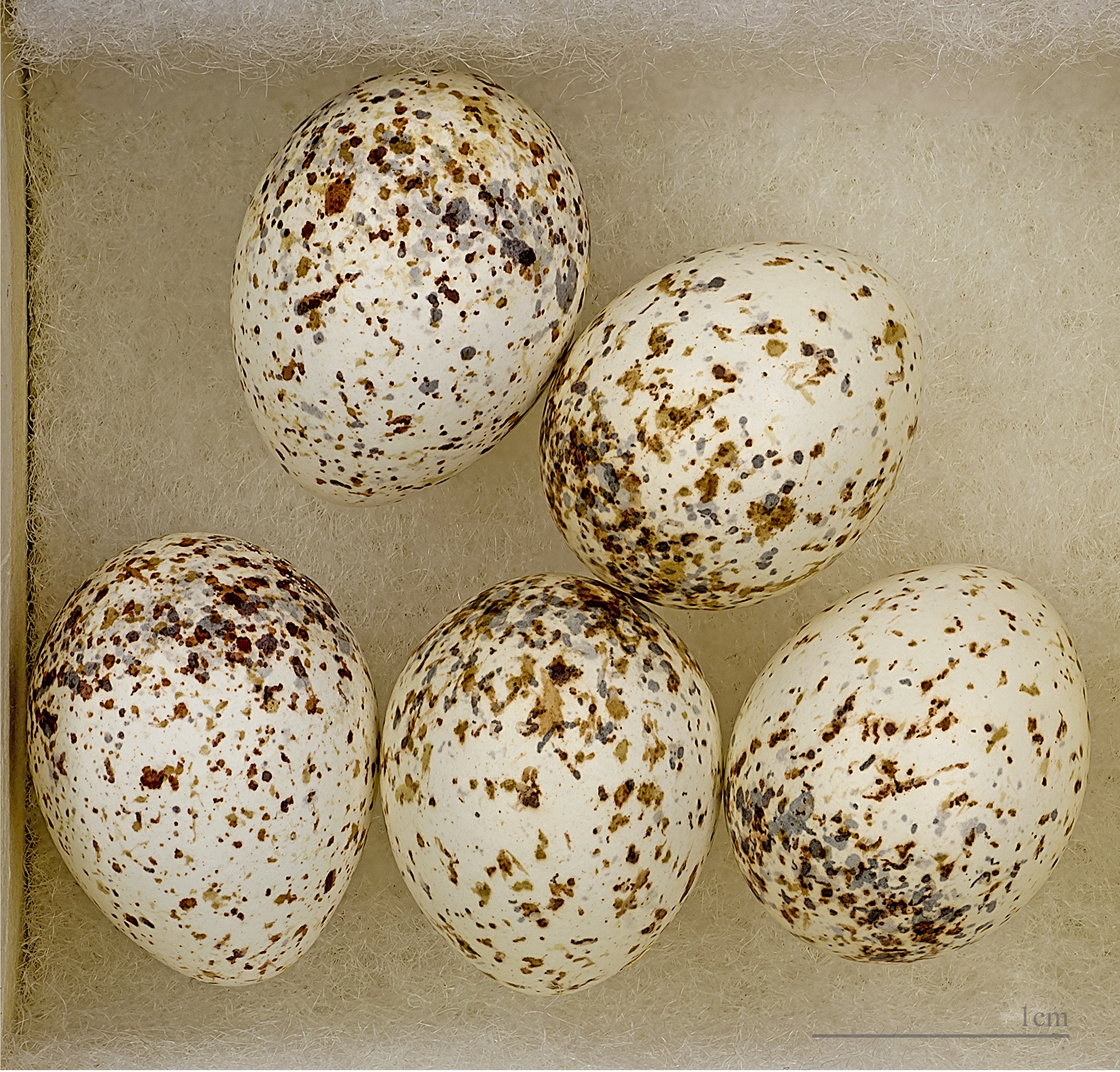
Sylvia cantillans

Sylvia cantillans là một loài chim trong họ Sylviidae.